# Cassie (Animorphs)
Cassie es un personaje de la serie de libros de ciencia ficción Animorphs, escrita por K. A. Applegate.

## Características
Cassie es una adolescente afrodescendiente de trece años. Vive en su granja con su padre y su madre. Luego de la guerra contra los yeerks, espera convertirse en veterinaria. Su granero es el punto de reunión principal de los Animorphs, debido a que allí tienen privacidad y cuentan con una gran variedad de animales para adquirir.
Ella es intuitiva, lista, y con frecuencia entiende los sentimientos de los demás. Con el tiempo esto se convierte en una habilidad para manipular a los enemigos y anticipar sus acciones. Los otros Animorphs suelen recurrir a Cassie para recibir consejo. Sin embargo, a menudo brinda consejo sin que se lo pidan. Además, ella es la que más sabe de animales. Tiene muchas cualidades de ecologista y puede que sea vegetariana. Su mejor amiga es Rachel, aunque sus personalidades son completamente opuestas. Cassie mantiene una relación romántica con Jake durante la serie, pero terminan siguiendo caminos separados.
Cassie es una estreen, una persona que tiene habilidad para controlar el proceso de la metamorfosis. En Las Crónicas del Andalita, Elfangor menciona que en el mundo andalita hay estreens profesionales, que hacen de la metamorfosis un arte.

## Familia
- Michelle es la madre de Cassie, y jefa de veterinarios de “Los Jardines”, un parque de atracciones con zoológico incluido. Esta relación le permite a Cassie entrar y salir del zoológico con libertad, por lo que los Animorphs tienen acceso a un amplio catálogo de animales para adquirir.
- Walter es el padre de Cassie. Dirige la clínica de rehabilitación de la fauna salvaje, dónde atiende animales heridos. Cassie suele ayudarlo, en especial con las mofetas, ya que, según su padre, Cassie tiene habilidad para tratar con ellas.
- En el libro #37, La Enfermedad, Cassie menciona a su sobrina. Esto significa que ella tiene un hermano o hermana mayor, aunque también puede tratarse de una sobrina segunda, hija de la prima de Cassie.

## Formas
- Caballo
- Águila pescadora (Forma aérea preferida)
- Lobo (forma de batalla preferida)
- Trucha
- Ardilla ("Magilla")
- Delfín ("Mónica")
- Gaviota
- Hormiga
- Cucaracha
- Mosca
- Búho de Virginia
- Pulga
- Ballena jorobada
- Rata ("Courtney")
- Termita
- Mofeta
- Araña lobo
- Murciélago
- Mono araña (no puede usarla: adquirida en el hoyo sario)
- Jaguar (no puede usarla: adquirida en el hoyo sario)
- Humano (Rachel)
- Caballo de carreras ("Minneapolis Max")
- Loro
- Tiburón martillo
- Topo
- Mosquito
- Leeran
- Tyrannosaurus Rex (no puede usarla: adquirida en el hoyo sario)
- Oruga/Mariposa (la metamorfosis natural de oruga a mariposa reinició el conteo de dos horas, permitiendo que Cassie escape de su estado de nothlit)
- Elefante africano
- Oso hormiguero
- Foca
- Oso polar ("Nanook")
- Calamar gigante
- Chimpancé
- Anguila
- Yeerk ("Illium")
- Hork-Bajir
- Cacatúa ninfa
- Orca ("Swoosh")
- Guepardo
- Crótalo
- Búfalo cafre
- Abeja
- Hork-Bajir ("Jara Hamee")
- Canguro
- Castor

- Datos: Q2400838